# Elisa Togut
Elisa Togut (Gorizia, 14 maggio 1978) è un'ex pallavolista italiana.
Giocava nel ruolo di opposto.

## Carriera
Elisa Togut inizia la carriera pallavolistica nel 1994, giocando nel Volley Modena, nella squadra giovanile, che disputa il campionato di serie B2; nella stagione successiva passa in prima squadra in serie A1, vincendo, seppur da riserva, una Coppa delle Coppe. Nel 1996 torna nuovamente in serie B1 con la Pallavolo Vignola per poi far ritorno in serie A1 la stagione seguente, sempre con Modena.
Nel 1998 entra a far parte per un'annata del Club Italia ed ottiene le prime convocazioni nella nazionale italiana, partecipando al campionato europeo 1999, dove vince la medaglia di bronzo.
Nella stagione 1999-00 torna a giocare in una squadra di club, la Futura Volley Busto Arsizio, per poi passare al Vicenza Volley, dove resta per due stagioni: è questo un periodo che riserva molte soddisfazioni personali alla giocatrice. Vince infatti con la squadra di club una supercoppa italiana e una Coppa CEV, mentre con la nazionale si aggiudica un argento al campionato europeo 2001, dopo una finale combattutissima, persa solo al quinto set contro la Russia e soprattutto la medaglia d'oro al campionato mondiale 2002, dove viene eletta anche miglior giocatrice della manifestazione.
Nella stagione 2002-03 passa al Pieralisi Jesi, dove resterà per sei stagioni: nella sua lunga permanenza nella squadra marchigiana non vince alcun trofeo, mentre con la nazionale vince nuovamente un argento al campionato europeo 2005 e due medaglie, una d'argento e una di bronzo, al World Grand Prix; dopo il quarto posto al campionato mondiale 2006 optò per una pausa dalla nazionale e successivamente non rientrò più nel giro delle convocazioni.
Nella stagione 2008-09 viene ingaggiata dalla Pallavolo Sirio Perugia, conquistando il terzo posto in Champions League. Ad inizio della stagione 2009-10 annuncia il suo temporaneo ritiro dalla pallavolo per portare a termine la gravidanza. Dalla stagione 2010-11 riprende a giocare dalla serie cadetta nella squadra del Crema Volley, dove resta per due stagioni, ottenendo una promozione in massima divisione.
Nella stagione 2012-13 viene ingaggiata dal Cuatto Volley Giaveno, mentre in quella successiva passa alla Pallavolo Pinerolo, in Serie B1.

## Palmarès

### Club
- Supercoppa italiana: 1

2001
- Coppa delle Coppe: 1

1995-96
- Coppa CEV: 1

2000-01

### Nazionale (competizioni minori)
- Campionato europeo under 19 1996
- Campionato mondiale under 20 1997

### Premi individuali
- 2002 - Campionato mondiale: MVP